# Grottasöngr

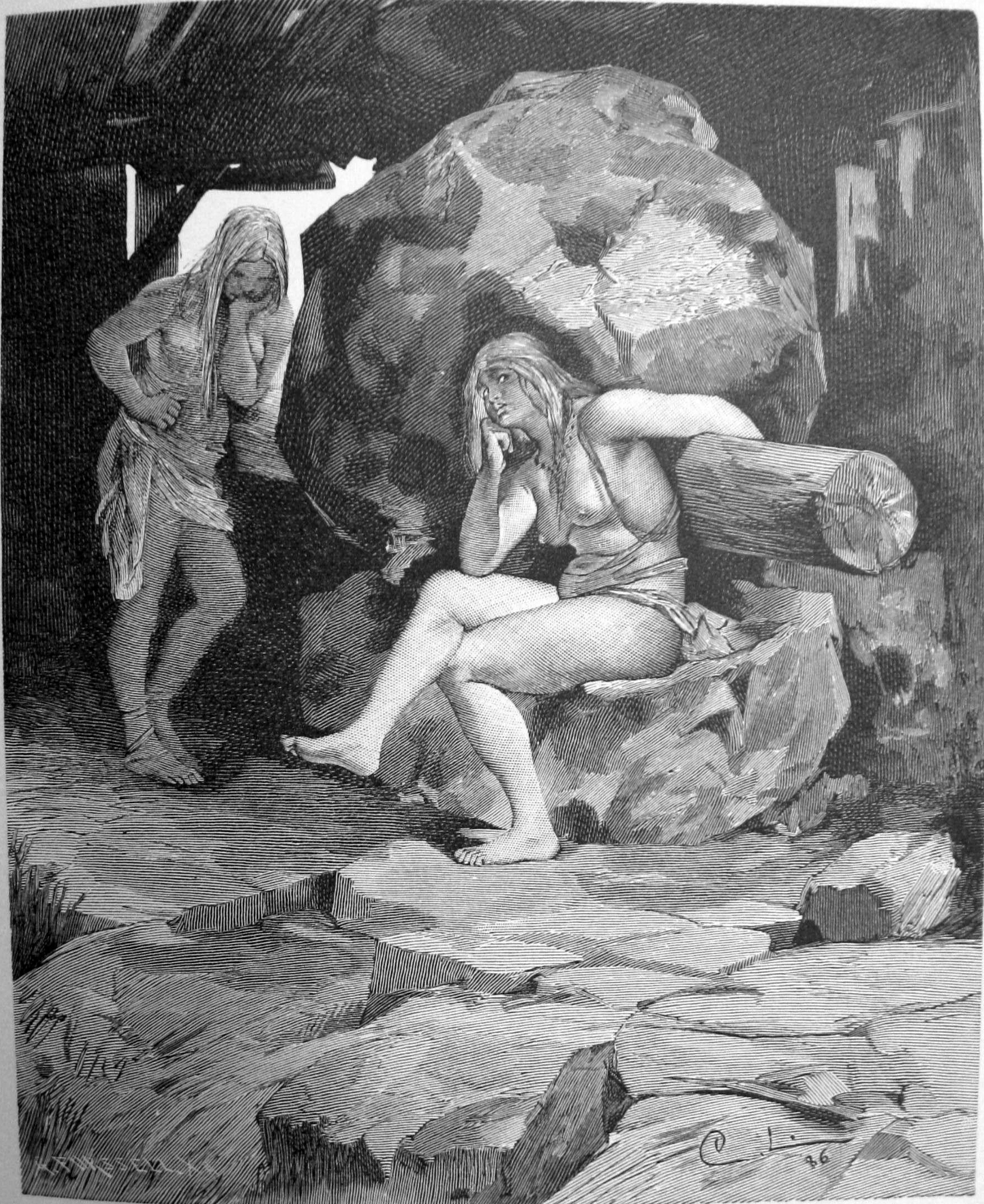
Fenja en Menja bij de molen

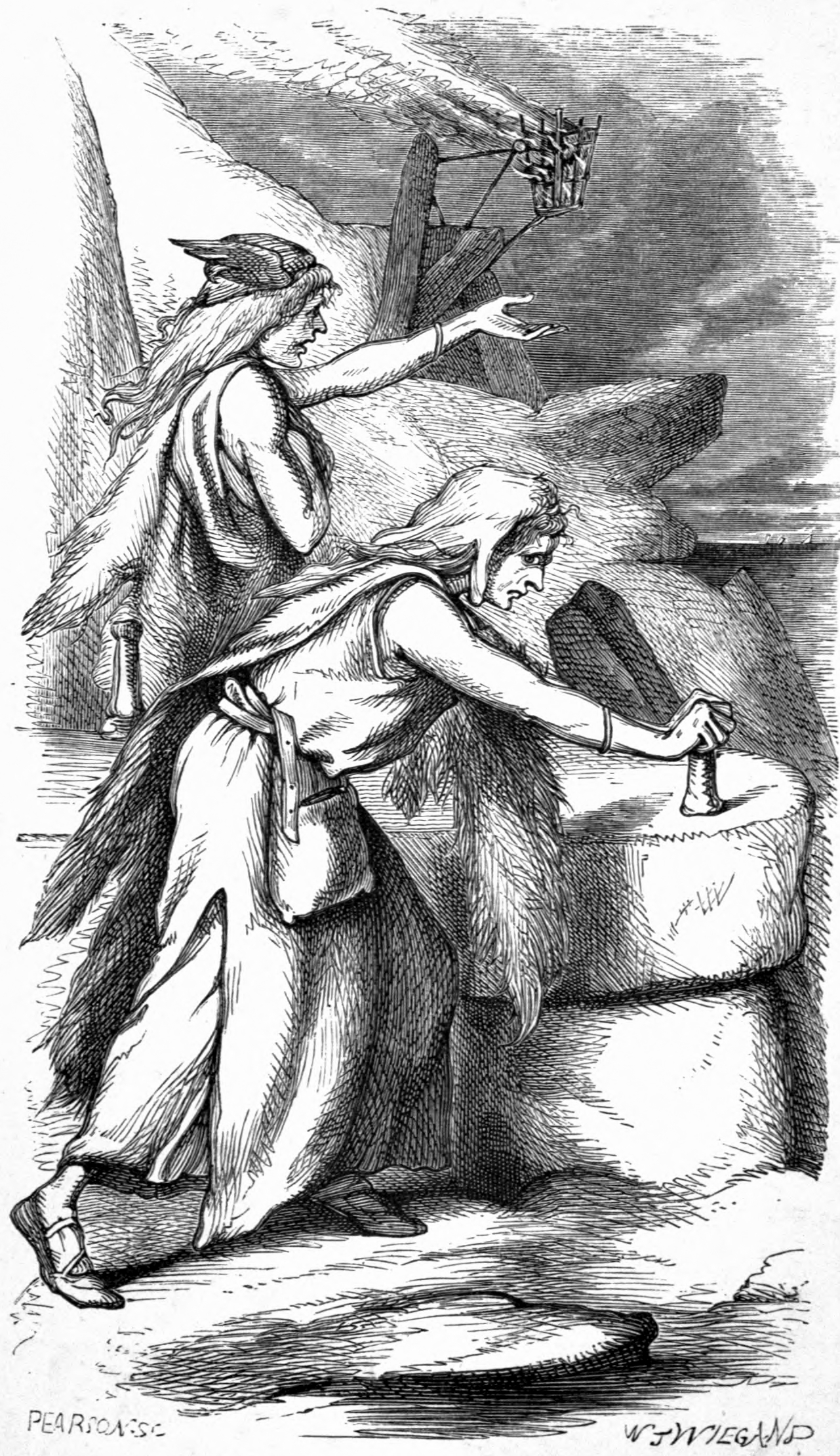
Menja en Fenja

Grottasöngr of het lied van Grótti is een Oudnoords gedicht. Het maakt geen deel uit van de Codex Regius, maar wel van latere uitgaven van de Poëtische Edda. Het komt ook voor in de handschriften van Snorri Sturluson in de Proza-Edda.
De mythe is ook bewaard in het sprookje Waarom is de zee zout?, door Peter Christen Asbjørnsen en Jørgen Moe verzameld in hun Norske Folkeeventyr. In de 20e eeuw werd het door Viktor Rydberg in een modern kleedje gestoken als Den nya Grottesången.
Snorri Sturluson vertelt in de Proza-Edda dat Skjöldr over Denemarken regeerde. Skjöldr had een zoon en troonopvolger Friðleifr. Friðleifr had een zoon Fróði die koning werd toen Augustus regeerde en Jezus geboren werd. Koning Fróði bezocht Zweden en koning Fjölnir en kocht twee grote en sterke slavinnen, de Jötun Fenja en Menja van hem. 
In Denemarken waren er twee grote molenstenen genoemd "Grótti" aan Fróði gegeven door Hengikjopt.
De meisjes moeten zingen en malen voor de koning en zijn gezin. De meisjes vragen om pauze, maar moeten doorgaan. De meisjes zeggen dat ze afstammen van de bergreuzen, dat ze een berg verzet hebben, dat ze de molensteen geschapen hebben waaraan ze nu geketend zijn en dat ze in Zweden een leger verslagen hebben. De meisjes zingen een voorspelling van wraak en vermelden Hrólfr Kraki, Yrsa en Fróði.
Fróði liet Fenja en Menja aan de molenstenen ketenen. Fenja en Menja zongen hun lied van Grótti waardoor de zeekoning Mysing koning Fróði aanviel en doodde.